# Stefanie Kühn

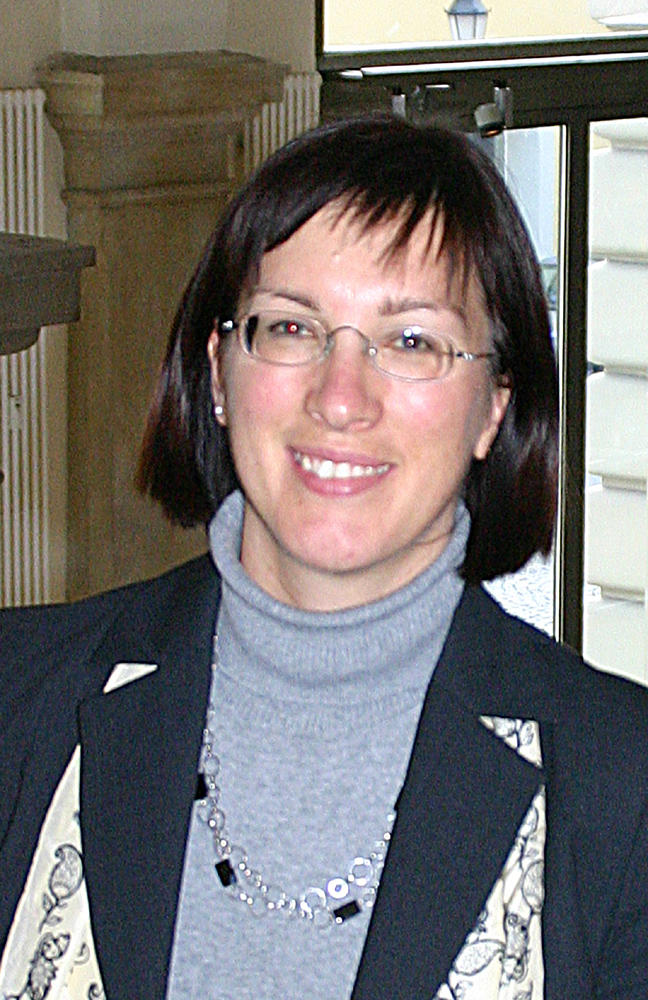
Stefanie Kühn (2009)

Stefanie Kühn (* 27. April 1973 in Haiger) ist Autorin von Finanzratgebern.

## Werke (Auswahl)
- Zusammen mit Markus Kühn: Geldanlage für Anfänger. 3., aktualisierte Auflage. Stiftung Warentest, Berlin 2025, ISBN 978-3-7471-0919-9.
- Zusammen mit Markus Kühn: Alles über Aktien. 5., aktualisierte Auflage. Stiftung Warentest, Berlin 2024, ISBN 978-3-7471-0702-7.
- Zusammen mit Markus Kühn: Alles über Fonds. 4., aktualisierte Auflage. Stiftung Warentest, Berlin 2024, ISBN 978-3-7471-0699-0.
- Zusammen mit Markus Kühn: Investieren in Gold. Stiftung Warentest, Berlin 2023, ISBN 978-3-7471-0682-2.
- Zusammen mit Markus Kühn: Handbuch Geldanlage. 4., aktualisierte Auflage. Stiftung Warentest, Berlin 2023, ISBN 978-3-7471-0611-2 (Erstausgabe 2017).
- Zusammen mit Markus Kühn: Alles über Zinsanlagen. 2., aktualisierte Auflage. Stiftung Warentest, Berlin 2023, ISBN 978-3-7471-0696-9.